# Sokol (mouvement tchèque)
Vous lisez un « article de qualité » labellisé en 2007.
Pour les articles homonymes, voir Sokol.
Le Sokol (« faucon ») est un mouvement gymnastique nationaliste tchèque fondé le 16 février 1862 par Miroslav Tyrš et Jindřich Fügner. Influencé par la Grèce antique et le Turnverein allemand, ce mouvement mêlant activités sportives et culturelles avec le patriotisme est indissociable de la renaissance nationale tchèque de la fin du XIXe siècle et, plus généralement, de la montée du sentiment national et patriotique slave. Il est étroitement lié à la fondation de l'État tchécoslovaque et à ses destinées.
Focalisé à l'origine sur la pratique sportive, le Sokol se développe rapidement et étend ses activités au domaine culturel : bibliothèques, revues ou conférences. Les slety (rassemblements sportifs de masse) réunissant jusqu'à 500 000 participants, les journaux ou les bibliothèques du Sokol jouèrent un rôle majeur pour forger et diffuser l'identité nationale tchèque sous l'Empire austro-hongrois. Le mouvement se répand dans tout le pays et essaime à travers le monde, particulièrement dans les pays slaves mais également en France, où le premier sokol voit le jour en 1892 à Paris, en Espagne et en Amérique du Nord, où le premier sokol est créé la même année à Chicago par la plus grande communauté tchèque des États-Unis. Il est à l'origine des falcons (les « faucons », en catalan) des Pays catalans qui comme le Sokol font des pyramides humaines et d'autres exercices gymnastiques.
Selon l'Association tchèque des Sokols en 1912, le mouvement sokol est une « organisation nationale qui cultive la gymnastique (…) pour donner au peuple des fils sains et forts, unissant l'éducation physique à l'éducation morale, par une culture systématique de la beauté, de la morale et de la bravoure, pénétrée par l'esprit national et démocratique ».

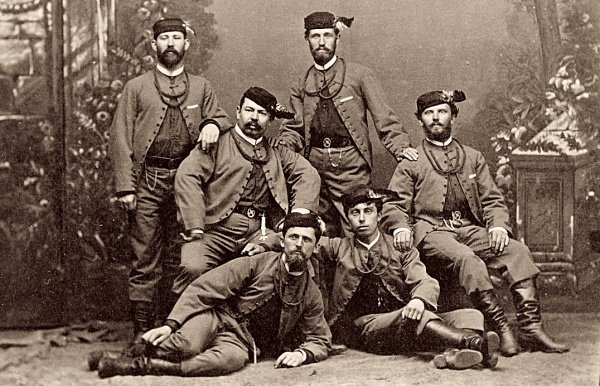
Un groupe de membres du Sokol à Tábor.

## Philosophie du Sokol

### Miroslav Tyrš, le fondateur du mouvement

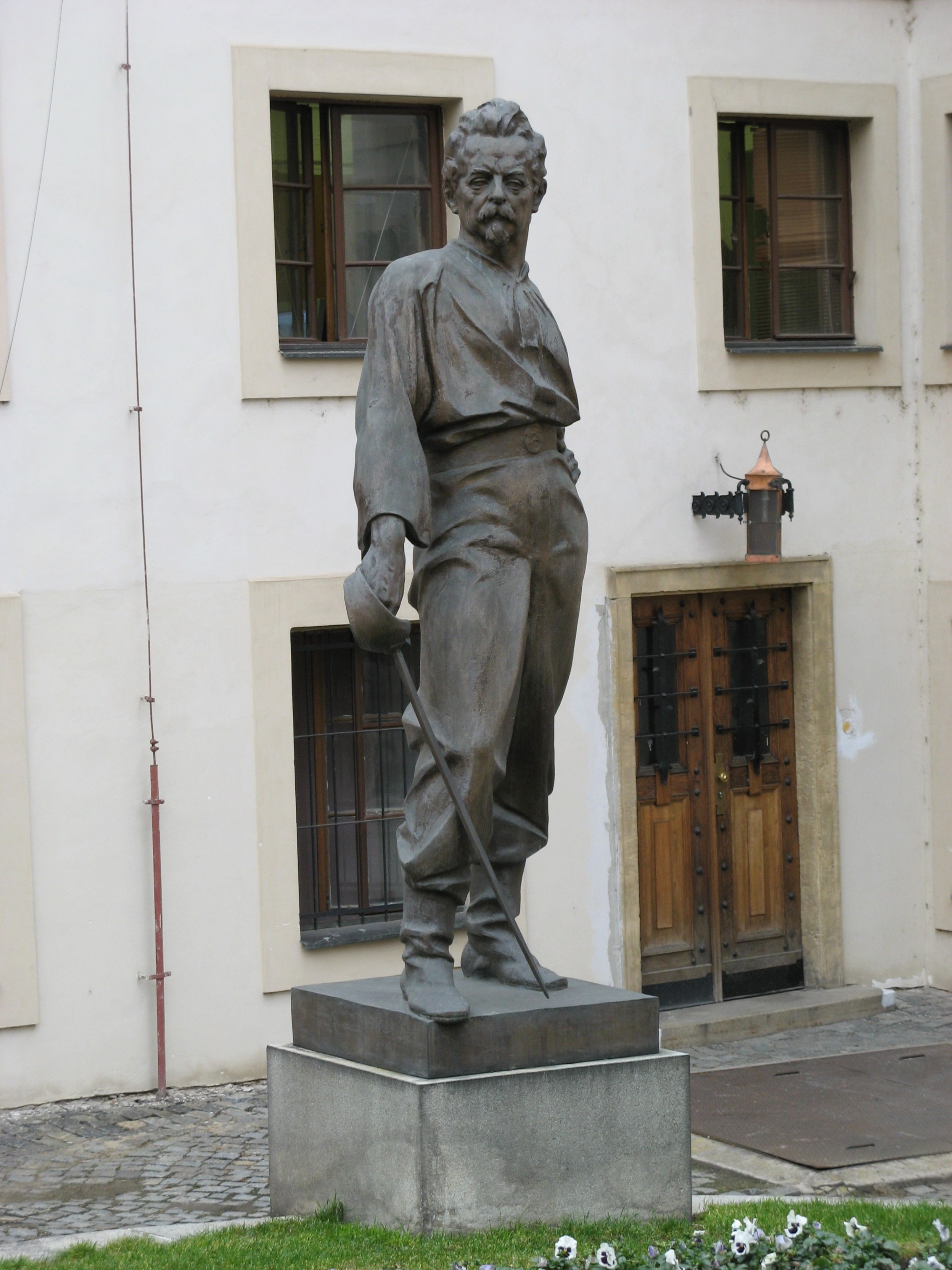
Statue de Miroslav Tyrš réalisée par Ladislav Šaloun en 1926

La philosophie du Sokol ne peut se comprendre qu'à travers le parcours de Miroslav Tyrš, son fondateur. Il naît en 1834 et porte alors le nom de Friedrich Emanuel Tirsch. Il est orphelin à 7 ans. Pendant son enfance et ses études à l'Université Charles, il est marqué par le courant du nationalisme romantique : il a 16 ans en 1848 quand le Printemps des peuples embrase l'Europe et que les « barricades de la Pentecôte » s'élèvent en Bohême. Cependant, il ne s'engage pour la cause nationale tchèque qu'à partir des années 1860. C'est alors qu'il adopte la forme slave de son nom et abandonne sa culture germanique.
Il étudie la philosophie, discipline qu'il enseignera par la suite. Il se prend de passion pour les idéaux des grecs anciens. Se référant aux Grecs et à la maxime de Juvénal mens sana in corpore sano, il est convaincu que la santé et la beauté du corps sont inséparables de la beauté de l'esprit. Il considère que le développement de l'esprit ne peut se faire sans le développement du corps, à l'échelle de l'individu comme à l'échelle d'une nation. Pendant la préparation de son doctorat de philosophie, il travaille comme précepteur des enfants d'un industriel allemand dans le nord de la Bohême, près de Jáchymov. Il se familiarise avec l'éducation physique et la pédagogie. De cette rencontre entre patriotisme et sport naît le mouvement Sokol en 1862. Il le dirigera jusqu'à sa mort par noyade en 1884 dans des circonstances troubles.

### Le mouvement Sokol

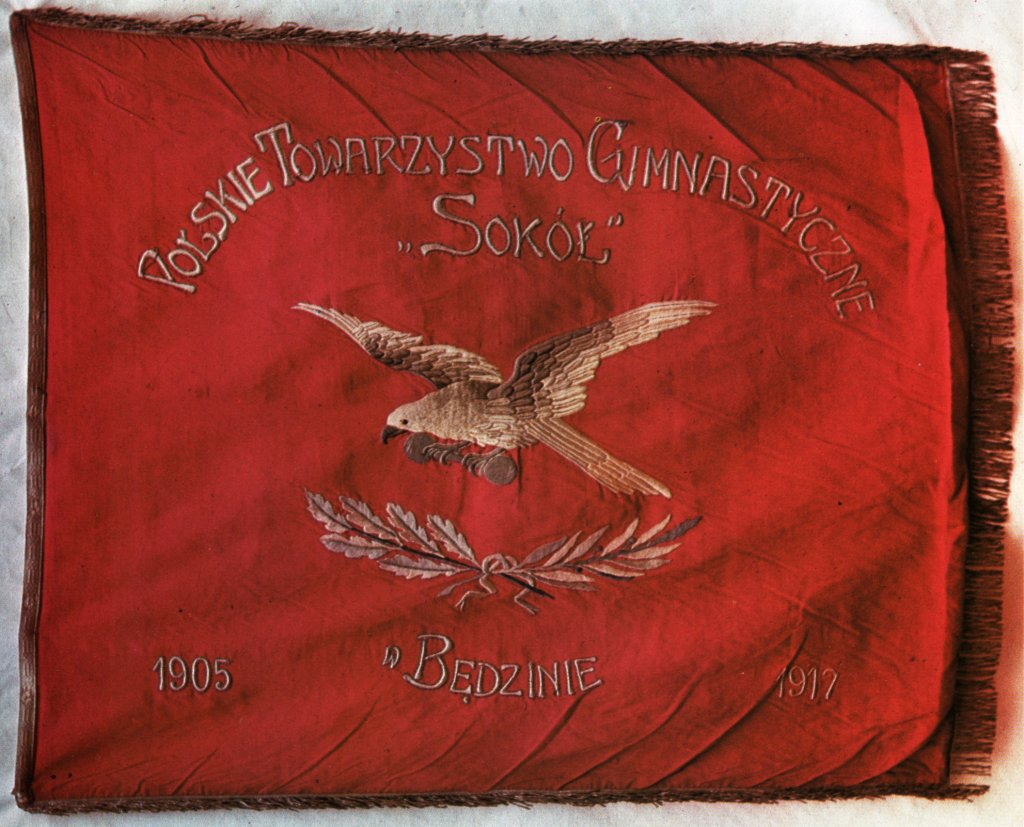
Drapeau d'un Sokol polonais

Conformément à l'inspiration de Tyrš, la philosophie du Sokol met en avant la pratique sportive en groupe, la promotion de valeurs morales et du nationalisme tchèque.
On y retrouve donc une discipline stricte et le choix d'un uniforme qui reprend les grands traits de l'uniforme garibaldien. L'artiste Josef Mánes le compose avec le pantalon et la veste cachou des paysans tchèques, la chemise rouge garibaldienne et la toque de soie piquée monténégrine. Le drapeau Sokol, rouge avec un faucon (sokol en tchèque) blanc, est dessiné par l'écrivain Karolina Světlá.

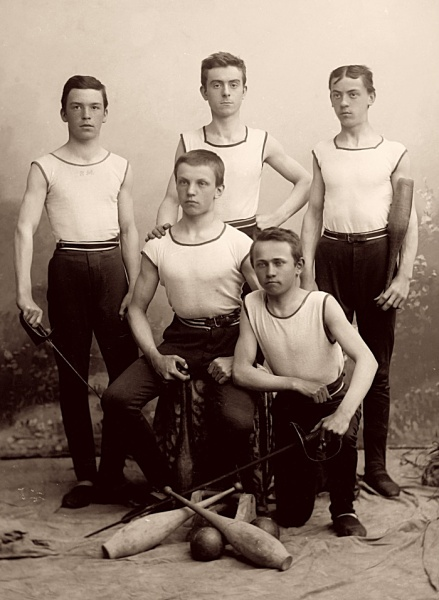
Membres d'un sokol en tenue de sport, aux alentours de 1900.
(Photo :Šechtl and Voseček)

La pratique du sport en groupe est au centre des activités du Sokol : exercices de gymnastique chorégraphiés, escrime ou haltérophilie constituent ainsi le trait commun de toutes les unités locales.
Le mouvement met en avant des idéaux moraux qui sont entre autres : la discipline, la persévérance, l'amour de la patrie, l'honnêteté, la sincérité, la volonté, la sociabilité, l'intrépidité, l'ascétisme, le bénévolat. Le mouvement est laïc mais, exaltant la nation tchèque, il réunit de facto proportionnellement plus de hussites. Cela entraînera la création d'un mouvement concurrent par le clergé catholique de Bohême.
Le Sokol se veut indépendant de l'empire austro-hongrois. Il en est donc indépendant financièrement et, dans sa promotion de la nation tchèque, il est très proche du Parti des jeunes Tchèques qui professe des idées nationalistes. Une grande partie des fondateurs du Sokol en était directement membre : le prince Rudolf von Thurn-Taxis, l'écrivain Josef Barák, Julius et Eduard Grégr. Cependant, une grande partie de ces membres sont rapidement remplacés à la tête du mouvement par d'autres, moins engagés. Le mouvement est proche par la suite du parti national social tchèque au tournant du siècle.
À la différence du mouvement scout qui voit le jour en 1907, le mouvement Sokol est ouvert à toutes les classes d'âge, même si cela se fera au cours d'une évolution lente. Il insiste sur la fraternité entre chacun des membres qui s'appellent entre eux frères et se saluent d'un Na zdar ! (« Ave ! Salut ! »), expression entrée désormais dans le langage courant tchèque. Le mouvement est ouvert à toutes les classes sociales et ses principaux dirigeants sont issus de la petite bourgeoisie ou des classes moyennes. C'est une organisation de masse qui aura jusqu'à 560 000 adhérents en 1938, juste avant le protectorat de Bohême-Moravie et la Seconde Guerre mondiale pendant laquelle l'organisation est interdite.

## Influences et contexte historique

### Grèce antique

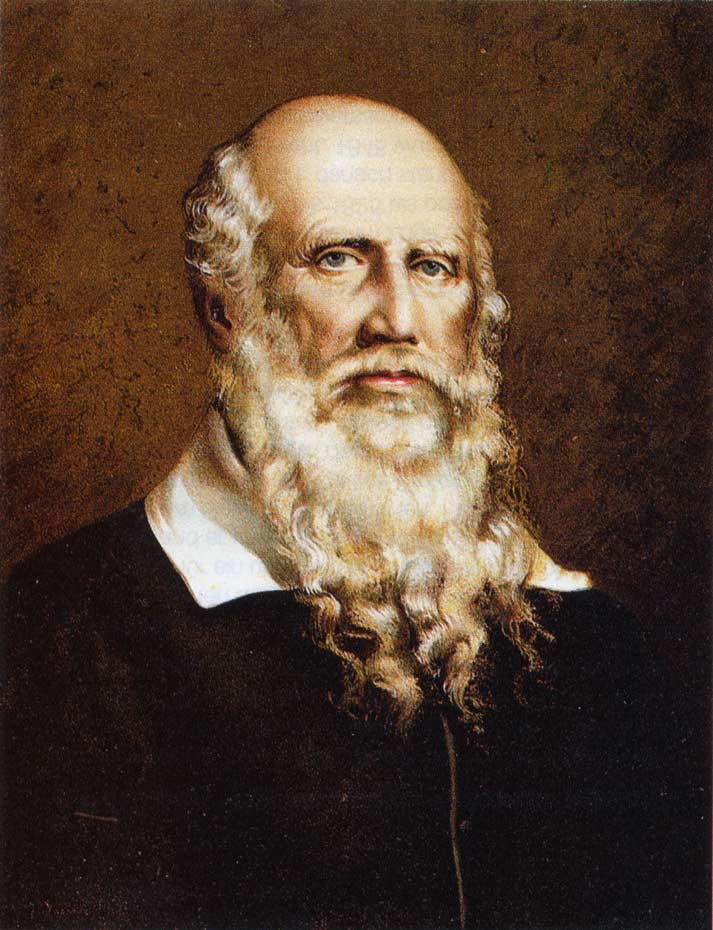
Friedrich Ludwig Jahn

Le mouvement sokol plonge ses racines dans l'intérêt de Tyrš pour l'éducation physique en Grèce antique. Il est convaincu que c'est l'éducation à la palestre de tout un peuple qui a assuré à la Grèce sa victoire sur les Perses. À sa manière, le mouvement Sokol veut promouvoir l'idéal du kalos kagathos grec, l'homme de nature vertueuse et au corps d'athlète, dans une optique patriotique et nationaliste, les Habsbourg remplaçant les Perses.

### LeTurnvereinallemand
L'influence historique de la culture allemande sur la culture tchèque est cependant indéniable et le Sokol s'inspire du Turnverein, mouvement sportif fondé en 1811 par Friedrich Ludwig Jahn. Cet enseignant prussien mettait lui aussi l'accent sur la cohésion de la communauté par le sport. Claire E. Nolte, professeur d'histoire contemporaine au Manhattan College, a été la première à dresser la comparaison avec le Sokol dans The Sokol in the Czech Lands to 1914: Training for the Nation publié en 2002 à New York chez Palgrave Macmillan. Elle souligne que le Turnverein, un autre mouvement de masse, est né en réaction aux triomphes napoléoniens et a encouragé le nationalisme allemand, de même que le Sokol en réaction aux Habsbourg. Cependant, elle considère que le mouvement Sokol présente des caractéristiques purement tchèques ou slaves et n'est qu'un dérivé et non une copie du Turnverein.
Parallèlement à ces deux influences, on peut constater que la fin du XIXe consacre une attention de plus en plus grande à l'hygiène, au développement du sport et des activités extérieures.

### Contexte historique

#### Une libéralisation de l'Empire
De 1849 à 1859, le baron Alexander von Bach est ministre de l'intérieur de l'empire d'Autriche. Tenant de la ligne absolutiste, il met en place une politique répressive qui remplit les prisons de prisonniers politiques. Les Tchèques ne sont pas épargnés et Bach fait ainsi exiler Karel Havlíček Borovský. En 1859, la chute du ministère Bach ouvre la voie à une période de relative libéralisation dans l'empire et d'affirmation plus aisée de l'identité tchèque. Une loi sur la liberté d'association est votée en 1860, qui entraîne un rapide développement de la vie associative. En Bohême, le nombre d'associations passe de 466 à 4 476 entre 1856 et 1876.
Ces conditions facilitent la création du Sokol en 1862 : Cette création est le fruit de la rencontre entre deux hommes : Tyrš et Jindřich Fügner, un marchand allemand de Prague, partisan de la cause tchèque (au point d'avoir slavisé son prénom de Heindrich en Jindřich). Ils se sont rencontrés chez Bartelmus, l'industriel allemand des enfants duquel Tyrš était précepteur. Aux côtés de Tyrš l'inspirateur, il jouera le rôle de l'« homme d'action et de réalisateur ».

#### La renaissance nationale tchèque
Les XVIIIe et XIXe siècles sont marqués par la renaissance de la langue et de la culture tchèque après la germanisation forcée sous les Habsbourg. En 1809, Josef Dobrovský publie sa grammaire tchèque. Josef Jungmann publie son Dictionnaire tchèque-allemand en cinq volumes entre 1834 et 1839. Avec la renaissance de la langue, la culture tchèque refleurit également et des institutions tchèques sont établies pour célébrer l'histoire et la culture tchèques (Théâtre national en 1883, Musée national en 1890). Tyrš était d'ailleurs déjà un des initiateurs de la construction du Théâtre national. Les initiatives de promotion de la nation tchèque sont donc nombreuses et la création du Sokol s'inscrit directement dans ce cadre.

## Histoire

### Des débuts à 1915: un développement rapide

#### Débuts du Sokol
La création du premier Sokol a lieu à Prague le 16 février 1862. Il s'appelle alors Union gymnique de Prague et ne prendra le titre de Sokol que plus tard. Grâce à l'action conjointe de Tyrš et Fügner et aux réseaux de ce dernier, l'association gagne la sympathie d'une haute partie de la société tchèque :

« L'élite donne. Appui moral de hautes autorités comme Purkyně et Palacký, Concours direct de Charles Maydl, professeur à l'université, chirurgien de renommée universelle, du laryngologue Frankenberger, de Skuherský […], d'hommes politiques, de juristes, d'écrivains tels que le professeur Tonner, Eduard Grégr, Julius Grégr, Tomáš Černý, qui devint plus tard maire de Prague, Emanuel Engel, député, et cent autres »

— La Gazette de Prague, numéro spécial consacré aux Sokols, 1938
Le développement est rapide dès les premières années. Trois ans après leur création, les sokols sont 2 000 et une association féminine est créée dès 1869, la Société des femmes et des jeunes filles de Prague.

#### 1860-1870: développement, militarisation et problèmes internes
En 1871, ils comptent déjà plus de 10 000 membres dans 120 unités. Les Sokols s'étendent d'abord en Moravie et dans l'actuelle Slovénie. En Slovaquie, l'association n'a pas le droit de s'implanter. En se développant, elle recrute largement dans les classes populaires.
Très contrôlé et menacé de fermeture en 1866, le mouvement peut continuer son action en s'engageant, du fait de la guerre entre la Prusse et l'Autriche, à introduire l'éducation prémilitaire dans le mouvement des Sokols, à savoir de transformer les unités des Sokols en « détachements militaires sportifs ». Par la suite, les autorités continueront de surveiller le Sokol, n'empêchant pas ce dernier de voir grandir sa taille et son prestige. L'essor rapide de l'association inquiète l'empire et, en 1873, le compositeur František Kmoch se voit retirer son poste d'enseignement en raison de sa trop grande sympathie avec le mouvement. De même, le slet (rassemblement de masse) prévu pour 1888 est finalement interdit par les autorités.
Le mouvement gagne rapidement le surnom d'« armée nationale tchèque, ». Cet aspect militaire voire militariste resurgira à plusieurs reprises dans l'histoire du mouvement Sokol.
La militarisation du mouvement crée des remous dans l'association et des factions politiques se forment entre les membres. Jindřich Fügner intervint et l'ensemble de la direction du Sokol doit démissionner. Elle est remplacée par un comité indépendant des partis politiques, encouragé à respecter les paroles de Fügner : « soyons une communauté unie et non divisée par des divergences politiques ou religieuses ». Cependant, des vues différentes continueront à cohabiter, en particulier à propos de l'action politique à entreprendre pour atteindre l'indépendance : les tenants de la ligne conservatrice récusent toute participation à un gouvernement jugé illégitime tandis que les proches du Parti des jeunes Tchèques défendent la participation aux instances politiques.

#### 1880-1900: massification, internationalisation et progressisme

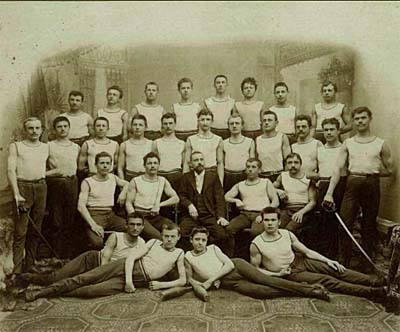
Une unité sokole de Prague en 1899

La croissance des effectifs du mouvement se poursuit pendant la décennie suivante et va de pair avec la création des slety nationaux à Prague. Ces grands rassemblements nationaux deviennent le symbole de l'importance du mouvement.
En 1889, la France organise l'Exposition Universelle à Paris avec l'édification de la Tour Eiffel et le XVe congrès de l'Union des gymnastes français. Le président de l'Union gymnaste, l'architecte Joseph Sansbœuf, invite le Sokol de Prague. C'est la première reconnaissance internationale pour le Sokol qui y gagne trois premières places lors des compétitions. Le Sokol de Paris créé en 1892 est le prolongement de cette rencontre. Ces liens historiques sont souvent mis en avant comme explication de la francophilie tchèque ; la traduction tchèque « frankofilství » apparaît pour la première fois en 1895, dans un écrit du Sokol.
Dans les années 1890, plusieurs réformes sont mises en place dans les méthodes du Sokol, visant à les centrer plus sur l'apprentissage que sur la performance. Des programmes pour les enfants, les adolescents et les femmes sont créés et les constructions de bibliothèques sont encouragées. Amener les masses à l'idéologie nationaliste et approfondir l'égalitarisme en vigueur dans l'association sont les objectifs mis en avant. Les résolutions votées le 7 juillet 1895 illustrent ces choix.

#### De 1900 à 1915: retour à des valeurs magnifiées

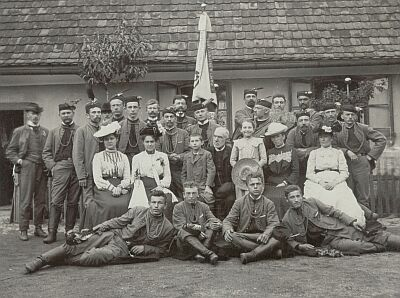
Une unité Sokol à Kolín près de Prague

Le mouvement s'organise et fige progressivement sa forme actuelle : en 1904, l'ensemble des sokols locaux sont réunis dans la communauté tchèque du Sokol (ČOS) et l'organisation est clarifiée : chaque section locale est autonome sous le contrôle des unions régionales et celles-ci sous le contrôle de la ČOS.
Le succès entraîne rapidement la concurrence : 1908 voit la création de l'Orel, une organisation catholique d’éducation physique, sur le même modèle que le Sokol, par le parti chrétien-socialiste.
Parallèlement, les partis se divisent de plus en plus et le Sokol n'échappe pas au mouvement : la montée du parti social-démocrate et du parti agrarien conduit à la création d'autres mouvements rivaux des Sokols : les sociaux démocrates créent le Dělnická tělovýchovná jednota ou DTJ (Club de gymnastique des travailleurs). La plupart des membres du Sokol proche de ses idées le rejoignirent pendant que le Sokol se radicalise : suivant le déclin du Parti des jeunes Tchèques, la plupart des dirigeants du Sokol se rapprochent du Česká strana národně sociální (Parti national socialiste tchèque). Face à la nouvelle concurrence, Josef Scheiner, président de l'association du Sokol, choisit de réaffirmer la ligne nationaliste : plusieurs dirigeants, dont Scheiner, critiquent les sociaux-démocrates qualifiés d'« allemands » ou de « juifs », traîtres à la cause tchèque. Ces termes sont à mettre dans la perspective historique d'un pays qui associait trois « nations », tchèque, allemande et juive.
Le cinquième slet, organisé en 1907, insiste sur le panslavisme et met à l'honneur des délégations de différents pays slaves. Les idées égalitaires sont atténuées et la compétition mise en avant. Il permet enfin la création de la fédération des Sokols slaves, influencée par les idées panslaves.
En 1910 et 1911, la participation de délégations praguoises au Carnaval de Paris, à l'occasion de la Mi-Carême, est l'occasion de manifestations de la foule parisienne en faveur de la nation tchèque. Les jolies reines tchèques sont acclamées par les Parisiens qui adoptent à cette occasion le salut des Sokols et leur crient : Nazdar !
Le slet de 1912 est très militariste et constitue le premier slet uniquement panslave (Všeslovanský slet). Révélateur de l'atmosphère militariste, Augustin Očenášek, un membre du Sokol, remarque ainsi :

« Quand le tonnerre gronde et que les nations se lèvent pour défendre leur existence, que les cris de la bataille proviennent des Sokols. »

Cependant, quelques mesures nuancent cette évolution : le congrès de l'association des Sokols de 1910 réaffirme l'intention du Sokol de rester « hors de la politique » et facilite l'adhésion au Sokol, laissant adhérer les Sociaux-Démocrates. De même, les femmes obtiennent le droit de participer aux exercices de groupe du slet dès 1901 et une résolution est votée le 10 mai 1914 pour permettre aux femmes de rejoindre en tant que membre à part entière le Sokol. Cette attitude paritaire n'est sans doute pas étrangère au fait que les citoyennes tchécoslovaques obtiennent, dès 1918 et la création de la Tchécoslovaquie, le droit de vote, quand on sait le poids, sinon politique, du moins idéologique, du Sokol dans les structures de la nouvelle république.

### D'une guerre à l'autre

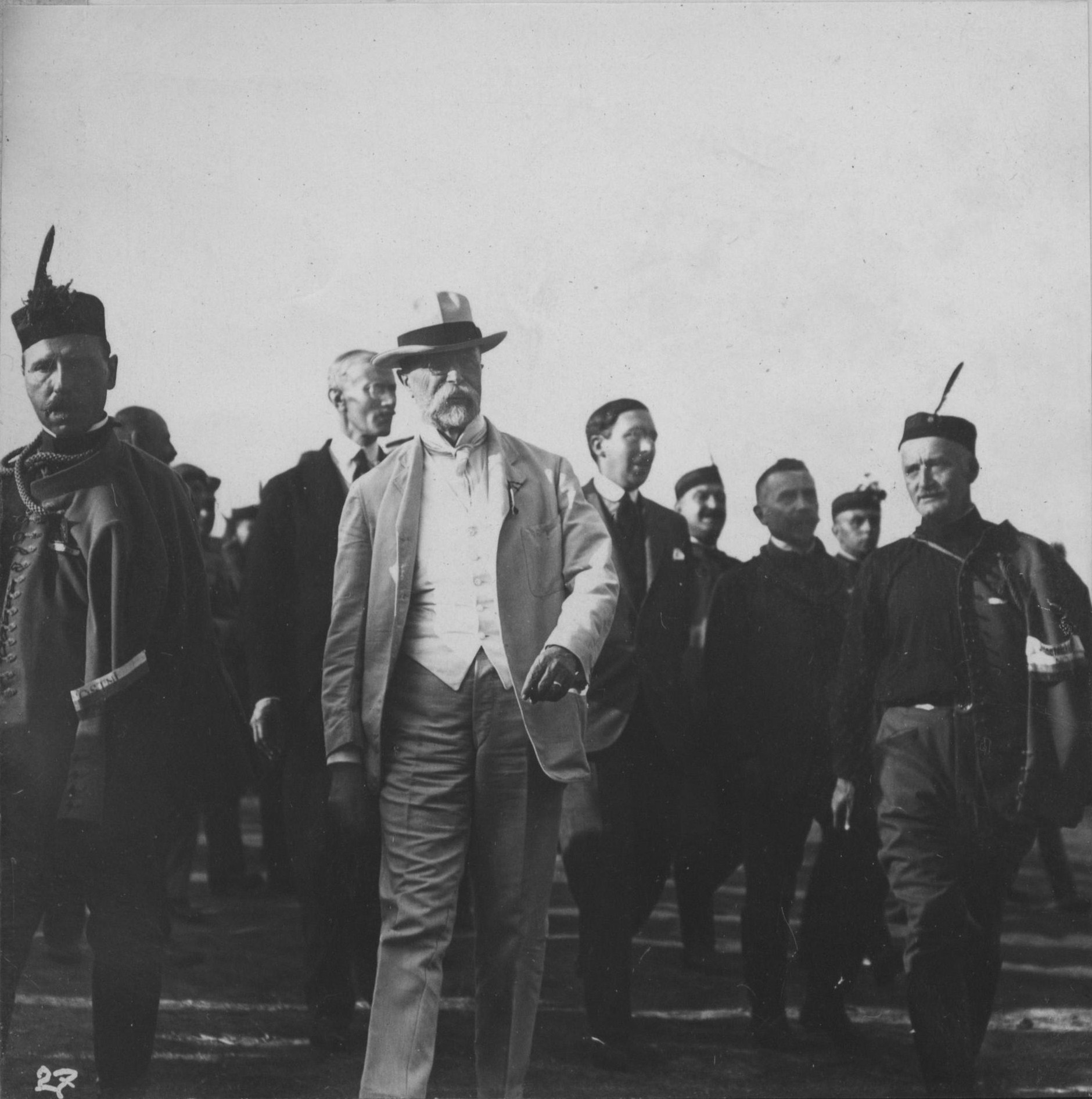
Tomáš Masaryk au sokol de 1920.

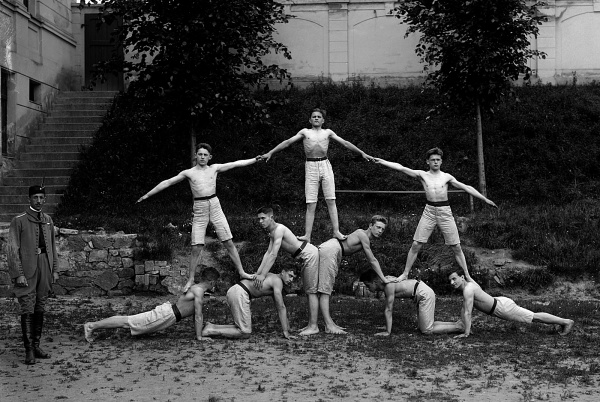
Exercices de gymnastique à Tábor en 1924

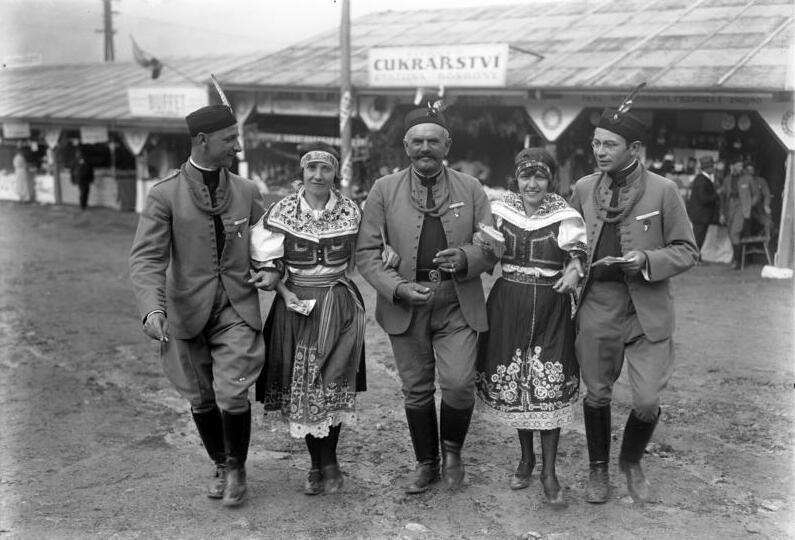
"Slet" en 1932 à Prague

En 1915, la Première Guerre mondiale conduit à l'interdiction du Sokol par le gouvernement impérial qui craint que le Sokol se mobilise contre lui. L'association n'existe plus officiellement mais continue officieusement, aux côtés des alliés. Ainsi, révélateur de l'état d'esprit du mouvement, le président du Sokol de Paris avait déclaré aux Français : « notre position est claire, nous irons avec vous. ».
Dès 1914, les légions tchèques prennent une part importante aux combats du côté des puissances militaires alliées (Milan Rastislav Štefánik ou Tomáš Masaryk, futur premier président tchécoslovaque y sont engagés). Pour une large part, elles sont constituées d'anciens du Sokol et reprennent le vocabulaire du mouvement, se saluant par le même Na zdar!. Une compagnie tchèque est créée et affublée du surnom « Compagnie Nazdar! ». Chez les soldats, le Sokol est intimement associé à la patrie : le commandant Procházka déclara ainsi que, « pour tous les légionnaires tchécoslovaques, les Sokols étaient l'image de la famille et de la patrie ».
La fin de la guerre et la création de la Tchécoslovaquie permettent le renouveau officiel du mouvement et la poursuite de son expansion. Le Sokol et ses membres jouent un rôle majeur dans la création de l'État tchécoslovaque. Ils assurent le maintien de l'ordre dans les premiers instants du nouveau pays et Joseph Scheiner, chef des Sokols, est nommé commandant suprême de l'armée par le gouvernement provisoire tandis que Tomáš Masaryk, premier président tchécoslovaque, est un ancien du Sokol.
En 1921, le Sokol installe son siège social dans le superbe palais Michna (Michnův palác) qui devient plus simplement et plus démocratiquement la maison Tyrš (Tyršův dům). Les clubs locaux se multiplient partout et sont l'incarnation du nouveau pays. Pour Daniel Essertier, « la maison des Sokols, c'est le temple de la Patrie ». Dans ces années d'entre-deux-guerres, les paroles de Tyrš prennent chair : « Chaque Tchèque est Sokol ». Chaque ville et de nombreux villages ont leur maison des sokols et l'affluence aux slety rend nécessaire la construction du Stade de Strahov à Prague.
En 1938, l'association compte plus de 560 000 membres et réunit 500 000 participants au slet national pour une population de 13,6 millions. Dans un contexte de nationalisme exacerbé par la menace nazie, l'importance de l'association culmine et fait dire à la Gazette de Prague : « quiconque ignore le mouvement sokol ne peut prétendre savoir ce qu'est la nation tchécoslovaque ».
Les accords de Munich du 30 septembre 1938 viennent bouleverser la situation : le Sokol est interdit sur le territoire du protectorat de Bohême-Moravie. De nombreux tchécoslovaques s'engagent dans les armées alliées et les membres de l'association paient un lourd tribut. L'association renaît une fois la guerre finie.

### La période communiste
En février 1948, le Coup de Prague amène le Parti communiste tchécoslovaque au pouvoir. Le Sokol organise un dernier Slet avec 500 000 participants, du 19 au 27 juin. Des manifestations ont lieu au cours de la manifestation contre le régime et contre le président Klement Gottwald. Le mouvement Sokol est alors interdit une troisième fois en 1948. Le Sokol est absorbé par le système de « l’éducation physique unie » et deux mouvements de jeunesse officiels prennent la suite : Les Pionýr (Jeunes Pionniers pour les enfants de 8 à 15 ans) et la ČSM (Union de la jeunesse tchécoslovaque pour les jeunes de 15 à 25 ans). Ces mouvements se placent dans la continuité du sokols et les autorités communistes de Tchécoslovaquie organisent, tous les 5 ans, à partir de 1955, une Spartakiade, équivalent communiste des Slety sokols.
En 1968, le Printemps de Prague permet une brève recréation du Sokol, mais la normalisation qui suit met une fin rapide à la tentative.

### Le Sokol aujourd'hui

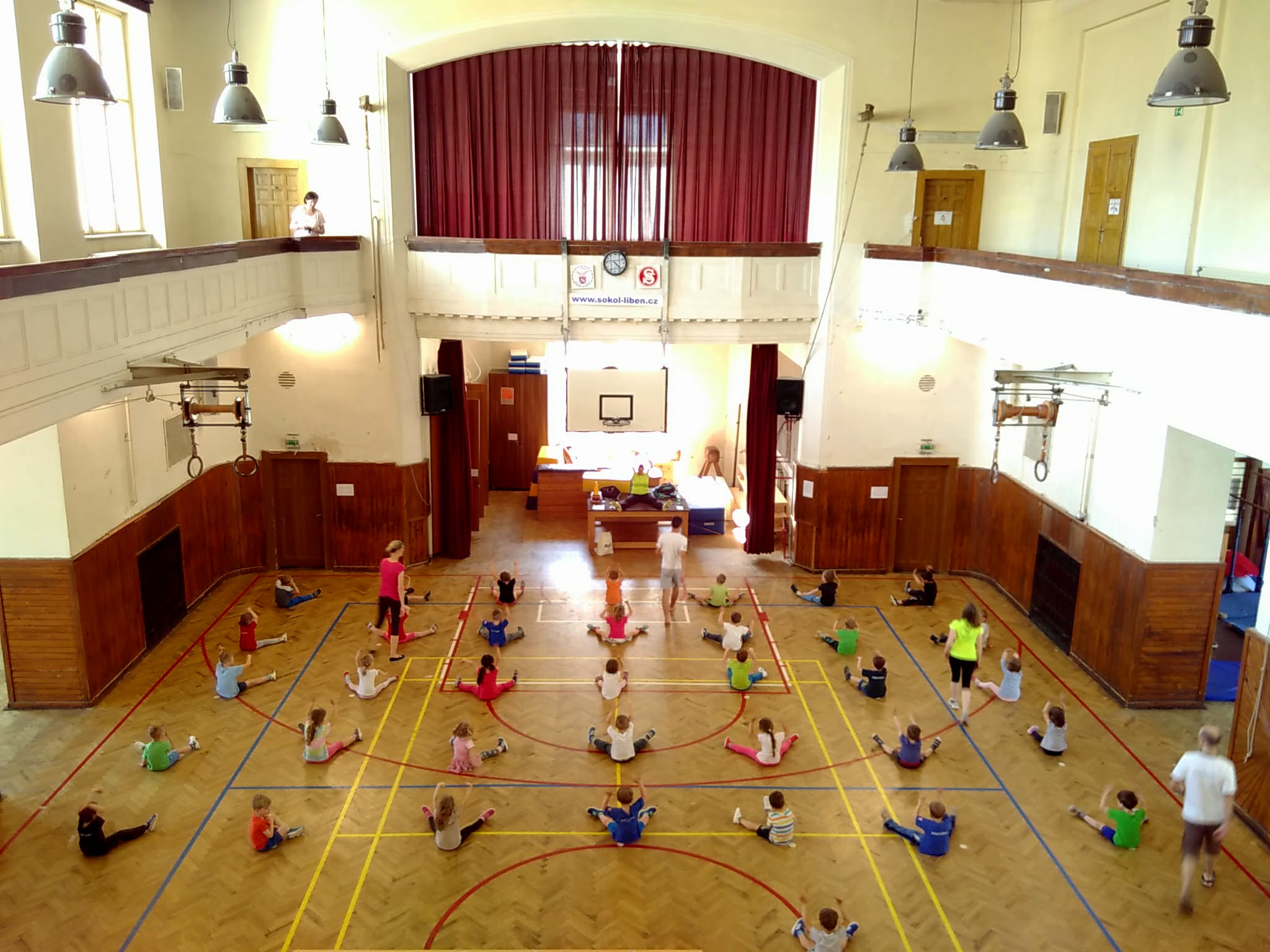
La gymnastique des enfants à la sokolovna de Libeň (Prague) en 2018

Marqué par les interdictions successives, le Sokol joue un rôle moindre en République tchèque aujourd'hui qu'au siècle dernier. En outre, ses idéaux patriotiques sont probablement moins attirants pour les Tchèques aujourd'hui, l'indépendance étant acquise. La Communauté tchèque du Sokol (CTS) reste cependant un mouvement important et regroupe environ 1 100 unités et 190 000 membres. Elle organise la pratique de 57 sports et a beaucoup influencé l’expansion de la course Terry Fox en République tchèque. Le pays compte désormais autant de compétiteurs que le Canada où la course est née.

## Leslet, rassemblement de masse

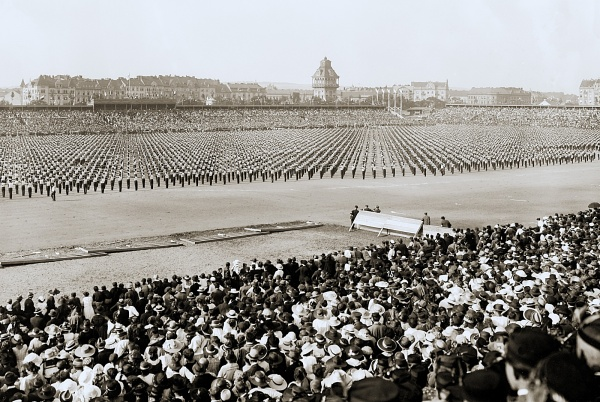
Exercice de groupe lors du 7e Slet (1920) dans la plaine de Letná à Prague,
(photographies Šechtl et Voseček)

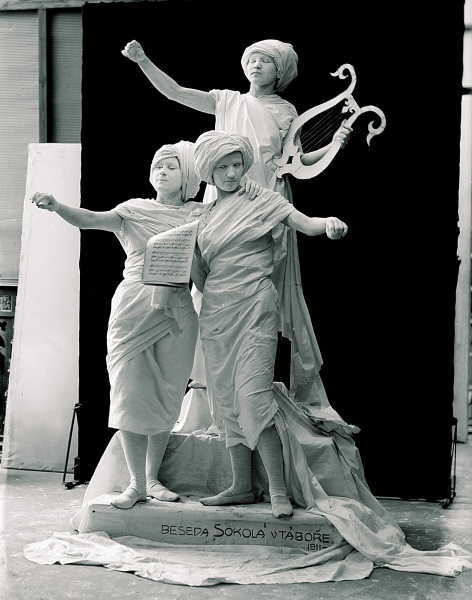
Statue vivante représentant la poésie lors d'un rassemblement Sokol en 1911 à Tábor

Le slet, rassemblement en masse des gymnastes, est probablement l'aspect le plus impressionnant du mouvement Sokol. Le mot tchèque slet (slety au pluriel) signifie « nuée d'oiseaux », ce qui illustre la taille de ces rassemblements de masse. Tenus à intervalles irréguliers, ils rassemblèrent jusqu'à plus de 500 000 personnes. Dans un stade comme le stade de Strahov à Prague, des dizaines de milliers de participants exécutent des exercices d'ensemble à la chorégraphie réglée. Là encore, la nation est au centre, comme l'illustre cette citation :

« C'est aussi un poème que la scène allégorique des Sokols qui mettra en pleine lumière les résultats de l'éducation rythmique.[..] L'allégorie c'est le thème éternel du sol natal, aimé, convoité, attaqué, défendu, sauvé et plus passionnément aimé encore pour le sang et les larmes qu'il a coûtées[..] L'allégorie des Sokols est le symbole même de leur rôle dans la nation : ils unissent, ils réconcilient, ils tournent sans cesse tous les regards vers la seule réalité qui compte : la Patrie »

— Revue Française de Prague, p. 144 et 146, 1938
| Année | Lieu                                  | Participants |
| ----- | ------------------------------------- | ------------ |
| 1882  | île de Střelecký à Prague             | 700          |
| 1891  | Réserve de Stromovka à Prague         | 2 400        |
| 1895  | Plaine de Letná, Prague               | 5 000        |
| 1901  | Prague                                | 11 000       |
| 1907  | Plaine de Letná, Prague               | 12 000       |
| 1912  | Plaine de Letná, Prague               | 30 000       |
| 1920  | Plaine de Letná, Prague               | 100 000      |
| 1926  | Stade de Strahov, Prague              | 140 000      |
| 1932  | Stade de Strahov, Prague              | 190 000      |
| 1938  | Prague                                | 350 000      |
| 1948  | Prague                                | 500 000      |
| 1994  | Stade de Strahov, Prague              | 23 000       |
| 2000  | Prague                                | 25 000       |
| 2006  | Stade Evžen-Rošický (Strahov), Prague | 20 000       |
| 2012  | Prague                                |              |
| 2018  | Fortuna Aréna, Prague                 |              |
| 2024  | Fortuna Aréna, Prague                 |              |

Comme le reste des activités du Sokol, ces exercices de groupe ne sont pas les seules composantes du slet ; l'art et la culture tchèques y ont également leur place, toujours avec une dimension patriotique. En 1882, 1 552 membres du Sokol défilent en costume folklorique dans les rues de Prague avec 57 étendards. En 1907, c'est en costumes traditionnels moraves. Cependant, cette dimension n'empêche pas la présence d'étrangers sympathisants du mouvement qui défilent à partir du second slet de 1891. Il s'agit en l'occurrence d'une délégation de gymnastes français, réponse à la présence d'une délégation sokole à l'Exposition universelle de Paris de 1889.
Les rassemblements de 2012, 2018 et de 2024 s’étalent sur plusieurs jours. En 2012, plusieurs événements ont lieu à Prague pour célébrer les 150 ans du mouvement. En 2018, pour les 100 ans de la création de la république tchécoslovaque, les délégations de nombreuses villes du pays se sont retrouvés à Prague du 1er au 7 juin. Plusieurs événements sont prévus à Prague du 29 juin au 5 juillet 2024. Les rassemblements et festivités ont lieu sur la place Venceslas, la place de la Vieille-Ville, la place Jan Plach, le quai Smetana et les stades O2 arena et Fortuna Aréna (anciennement Eden arena).

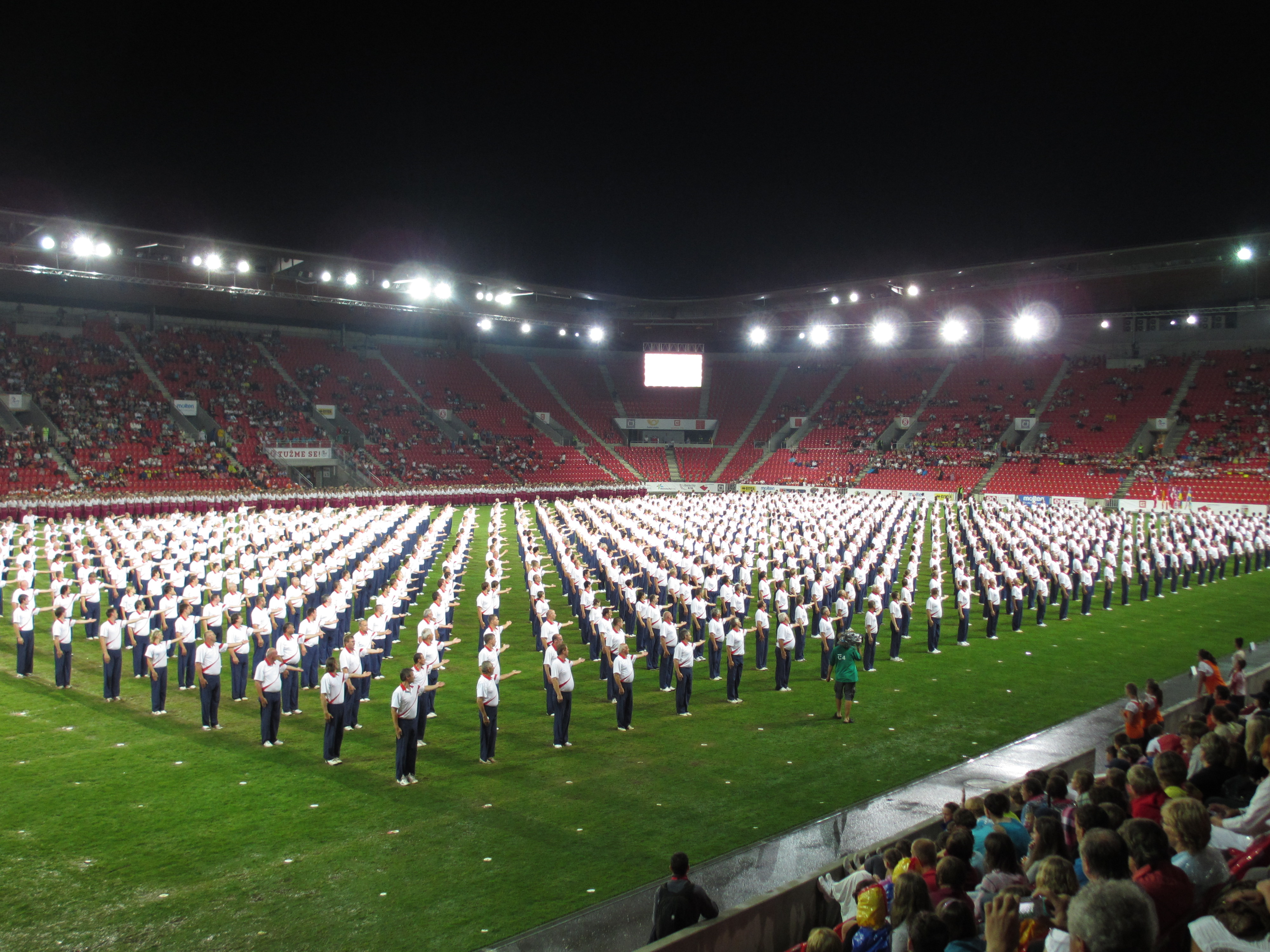
Exercice de groupe lors du 15e Slet (2012) à Prague

Les présidents tchèques ont régulièrement affiché leur sympathie envers le mouvement Sokol, en assistant aux différents slety : Tomáš G. Masaryk en 1920 et 1926, Edvard Beneš en 1938, Václav Havel en 1994, Václav Klaus en 2006.

## Expansion internationale
Le développement du Sokol à l'étranger participe de deux phénomènes distincts :
- Dans les pays slaves, c'est une expression du panslavisme ;
- Dans le reste du monde, il joue souvent le rôle de « lieu de sociabilité tchèque ».

Ces deux phénomènes peuvent s'exprimer ensemble dans un même pays, en particulier dans les pays slaves.

### Pays slaves

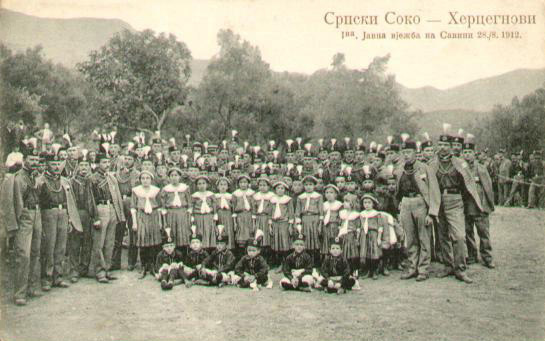
Membres d'une unité sokole serbe à Herceg Novi.

Dans la deuxième moitié du XIXe siècle, les idées du panslavisme ont le vent en poupe et le Sokol s'en revendique ; le premier congrès panslave se réunit à Prague en 1848. Ces idées facilitent la diffusion du modèle Sokol dans les autres pays slaves, en particulier par des Tchèques installés dans ces pays comme August Šenoa, écrivain croate et maire de Zagreb, né dans une famille tchéquo-germanique. En 1874, l'association Česká beseda (« Causette tchèque ») est fondé à Zagreb. Elle se développe rapidement, créant des unités sokoles à travers le pays.
Cet exemple croate est suivi en Pologne (création du Sokół (en) polonais), Slovénie, Serbie (SK Soko), Ukraine (Sokil), Macédoine, Russie, etc. Les idées défendues par les Sokols restent les mêmes et, par exemple, les sokols yougoslaves prennent une part active à la fondation des Partisans yougoslaves pendant la Seconde Guerre mondiale.
La chanson Hej, Slované (« Hé, Slaves »), œuvre de Samo Tomášik en l'honneur des peuples slaves et hymne du panslavisme, est reprise comme hymne officiel par le Sokol où elle devient le Hej, sokolíci.

### Le sokol comme «lieu de sociabilité» tchèque
Dans les pays à minorités tchèques, le Sokol se développe également, permettant aux Tchèques de disposer d'un lieu de rencontre. Pour Jean-Philippe Namont qui se fonde sur l'étude du Sokol de Paris, le Sokol à l'étranger a joué le rôle de « lieu de sociabilité ». Le Sokol de Paris est ainsi le prolongement du Československá beseda (Causette tchécoslovaque) fondé en 1862 par des nationalistes exilés. Jiří Slavíček, correspondant à Paris de Radio Prague, considère également que le Sokol « a souvent su aider les vagues d'émigration tchécoslovaques, provoquées par le nazisme et le communisme ». Le rôle est le même à Vienne selon Monika Glettler.
L'exemple de Yorkville (Manhattan) est révélateur de ce phénomène : ce quartier de New York accueille alors de nombreux émigrés tchèques, en particulier sur le Bohemian Boulevard (la 72e rue). Rapidement, deux Sokol halls voient le jour dans les environs (67e et 73e rues). De même, Little Bohemia à Omaha dans le Nebraska compte en 1920 environ 3 500 émigrés tchèques et quatre sokols. On dénombre, aujourd'hui, 44 sokols en Amérique du Nord et le Sokol de Paris est toujours actif.
Jusqu'à l'obtention de l'indépendance tchécoslovaque en 1918, les Sokols à l'étranger servent souvent de tribune politique pour convaincre tchèques et étrangers de la légitimité du combat pour l'indépendance. Ainsi, en 1898, les deux sociétés tchèques de Paris publient un mémorandum de quatre textes qui dénoncent la répression policière contre les nationalistes tchèques ou dépeignent la « lutte de la Bohême contre le pangermanisme. »
Sous le nazisme ou le communisme, les sokols étrangers conservent ce rôle de tribune d'opposition. Ainsi, en 1948, le Sokol de Paris rompt ses liens avec la fédération tchèque du Sokol, noyautée « par les éléments subversifs du nouveau gouvernement communiste, lui-même à la solde d’une puissance étrangère », l'URSS.
Dans la diaspora tchèque et slovaque en France, après la séparation de la République tchèque et de la Slovaquie en 1993, le mouvement associatif Sokol regroupe essentiellement des personnes d'origine tchèque alors que les personnes d'origine slovaque se regroupent plutôt dans l'Association des Originaires et amis des pays Tchèques et Slovaque (AOTS) bien que les deux mouvements conservent des liens amicaux.

### Pour aller plus loin